# وینست کاراتولا
وینسنت کوراتولا (ایتالیایی: [kuˈra:tola]؛ متولد ۱۶ اوت ۱۹۵۳) بازیگر و نویسنده آمریکایی است. مشهورترین نقش کوراتولا نقش جانی ساک در سریال سوپرانوز است. او همچنین خواننده است و چندین بار با گروه راک شیکاگو در صحنه ظاهر شده‌است.

## زندگی شخصی
کوراتولا در انگلوود، نیوجرسی متولد شد و بزرگ شد. در سال ۲۰۰۷، او به رودخانه زینل، نیوجرسی نقل مکان کرد.
در سال ۲۰۰۹، کوراتولا به تیم انتقال کمیته فرعی بازی، ورزش و سرگرمی منتخب فرماندار وقت کریس کریستی از نیوجرسی معرفی شد.

## فیلم‌شناسی

### فیلم‌ها
| سال  | عنوان                   | نقش                | یادداشت       |
| ---- | ----------------------- | ------------------ | ------------- |
| ۱۹۹۵ | محبوب عزیز              | فرانسیس لئونه      | فیلم کوتاه    |
| ۱۹۹۶ | گوتی                    | وابسته             |               |
| ۲۰۰۰ | یخ داغ                  |                    |               |
| ۲۰۰۳ | من وودی هستم            | دکتر ویبل          | فیلم کوتاه    |
| ۲۰۰۴ | کاملاً صادقانه           | دکتر پلاتر         |               |
| ۲۰۰۵ | نشانه‌های صلیب           |                    |               |
| ۲۰۰۵ | با گانگسترها دیدار کنید | آقای سامانتا       |               |
| ۲۰۰۵ | شوخی با دیک و جین       | همسایه دیک         | اعتبار نیافته |
| ۲۰۰۷ | ساخت بروکلین            | قاضی / سرباز دولتی |               |
| ۲۰۰۹ | ارواح گرسنه             | نیکی ز             |               |
| ۲۰۰۹ | قاب ذهن                 | ستوان جان مانگیونه |               |
| ۲۰۰۹ | کارما، اعترافات و هولی  | آسا تفت            |               |
| ۲۰۱۲ | کشتار با لطافت          | جانی آماتو         |               |
| ۲۰۱۶ | روز میهن پرستان         | شهردار توماس منینو |               |

### مجموعه‌های تلویزیونی
| سال       | عنوان                            | نقش                     | یادداشت                          |
| --------- | -------------------------------- | ----------------------- | -------------------------------- |
| ۱۹۹۱      | قانون و نظم                      | منشی دادگاه             | قسمت: "آریا"                     |
| ۱۹۹۸      | تبعید شده: یک فیلم قانون و نظم   | کارآگاه شماره ۱         | فیلم تلویزیونی                   |
| ۱۹۹۹–۲۰۰۷ | سوپرانوز                         | جانی ساک                | ۳۳ قسمت                          |
| ۲۰۰۰      | نظم و قانون                      | جوی دانتونی، پدر        | قسمت: "تجارت این"                |
| ۲۰۰۴      | دیدبان سوم                       | آنتونی بوسکورلی         | ۴ قسمت                           |
| ۲۰۰۹      | زندگی روی مریخ                   | آنتونی نونزیو           | قسمت: "نگاهی به Lawmen"          |
| ۲۰۰۹      | راهب                             | جیمی بارلو              | قسمت: "آقای راهب شخص دیگری است"  |
| ۲۰۰۹      | قانون و نظم: واحد ویژه قربانیان  | مارو سلووی              | قسمت: "بالرین"                   |
| ۲۰۱۰      | قانون و نظم: قصد جنایی           | آنتونی "بلو" بلاوینز    | قسمت: "اوباش حالا شما را می‌بیند" |
| ۲۰۱۲      | شخص مورد علاقه                   | زامبرانو                | قسمت: "گوشت و خون"               |
| ۲۰۱۳      | نیکی دیوک                        | پائولی                  | فیلم تلویزیونی                   |
| ۲۰۱۳–۲۰۱۴ | همسر خوب                         | قاضی توماس پولیتی       | ۵ قسمت                           |
| ۲۰۱۴      | ابتدایی                          | تئودور "تدی بزرگ" فرارا | قسمت: "همه در خانواده"           |
| ۲۰۱۴      | نجیب‌زاده - اشراف‌زاده - اصیل زاده | رئیس نورم والنتی        | قسمت: "نبرد حضانت"               |
| ۲۰۱۵–۲۰۱۹ | قانون و نظم: واحد ویژه قربانیان  | قاضی البرتوشیو          | ۵ قسمت                           |
| ۲۰۱۶      | فهرست سیاه                       | دنی واکارو              | قسمت: "آلیستر پیت (شماره ۱۰۳)"   |

## جوایز و نامزدی‌ها
جایزه انجمن بازیگران نمایشگر
- ۲۰۰۲: نامزد، «اجرای برجسته یک گروه در یک مجموعه درام» - سوپرانوها
- ۲۰۰۴: نامزد، «اجرای برجسته یک گروه در یک مجموعه درام» - سوپرانوها